# Eustrotia serica
Eustrotia serica là một loài bướm đêm trong họ Noctuidae.